# Lautereria oriunda
Lautereria oriunda är en insektsart som först beskrevs av Melichar 1932.  Lautereria oriunda ingår i släktet Lautereria och familjen dvärgstritar. Inga underarter finns listade i Catalogue of Life.